# Código de área 916

Mapa de los códigos de áreas en California mostrados en azul y en rojo el 916

916 es el código de área norteamericano que cubre especialmente el condado de Sacramento y sus suburbios cercanos en el condado de Placer y el condado de Yolo. Este código de área fue uno de los tres primeros en ser establecidos en California en octubre d e1947. Cubre la parte norte del estado  fue dividido en 1958, creando el código de área 209. 916 fue dividido otra vez el 1 de noviembre de 1997 creando el código de área 530, y en ese tiempo Dixon cambió del 916 al 707.

## Pueblos y ciudades cubiertas por el código de área 916
Generalmente 916 cubre a Sacramento y sus suburbios.
Las principales ciudades y pueblos cubiertos son:
Roseville, Sacramento, Citrus Heights, Rocklin, Elk Grove, Antelope, Lincoln, El Dorado Hills, Folsom, Rancho Cordova.

### Condado de Placer
- Granite Bay
- Lincoln
- Loomis
- Newcastle
- North Auburn
- Rocklin
- Roseville

### Condado de Sacramento
- Antelope
- Arden-Arcade
- Carmichael
- Citrus Heights
- Elk Grove
- Fair Oaks
- Florin
- Folsom
- Foothill Farms
- Gold River
- Isleton
- La Riviera
- Laguna
- Locke
- North Highlands
- Orangevale
- Parkway-South Sacramento
- Rancho Cordova
- Rancho Murieta
- Rio Linda
- Rosemont
- Sacramento
- Vineyard
- Walnut Grove
- Wilton

### Condado de Yolo
- Broderick
- Bryte
- Clarksburg
- West Sacramento
- Woodland